# Bayonetta 2
Bayonetta 2 (ベヨネッタ 2 Beyonetta 2?) är ett actionspel som utvecklades av Platinum Games och gavs ut till Wii U av Nintendo, medan Sega fungerade som rådgivare. Det är en uppföljare till Bayonetta, som släpptes 2010 till Playstation 3 och Xbox 360. Bayonetta 2 regisserades av Yusuke Hashimoto, och producerades av Atsushi Inaba under tillsyn av seriens skapare Hideki Kamiya. Spelet presenterades för första gången den 13 september 2012, och planeras vara Wii U-exklusiv.